# Dendropanax bilocularis
Dendropanax bilocularis är en araliaväxtart som beskrevs av C.N.Ho. Dendropanax bilocularis ingår i släktet Dendropanax och familjen Araliaceae. Inga underarter finns listade.